# Maniquí espurnejant
El maniquí espurnejant (Lonchura leucosticta) és un ocell de la família dels estríldids (Estrildidae).

## Hàbitat i distribució
Habita les sabanes, praderies i bambú, a les riberes de les terres baixes del sud de Nova Guinea.